# مک‌کی ۵۳۸۲
سیارک ۵۳۸۲ (به انگلیسی: 5382 McKay، نامگذاری:1991JR2) پنج هزار و سیصد و هشتاد و دومین سیارک کشف شده‌است که در ۸ مه ۱۹۹۱ کشف شد.
قدر مطلق سیارک برابر ۱۲٫۴۰ است.